# Dinko Cvitan
Dinko Cvitan (Zagreb, 1958.), hrvatski pravnik koji je od 2014. do 2018. godine bio je Glavni državni odvjetnik Republike Hrvatske, nakon što je od 2005. do 2014. godine vodio Ured za suzbijanje korupcije i organiziranog kriminaliteta (USKOK).

## Životopis
Rođen je u Zagrebu, gdje je završio osnovnoškolsko i srednjoškolsko obrazovanje, te je 1983. diplomirao na Pravnom fakultetu u Zagrebu.
Nakon stjecanja zvanja diplomiranog pravnika, radi do 1985. godine kao pripravnik na Općinskom sudu u Zagrebu. Nakon što te godine polaže pravosudni ispit, prelazi u Općinsko državno odvjetništvo u Zagrebu, gdje je 1986. imenovan na dužnost zamjenika Općinskog državnog odvjetnika u Zagrebu. Od 1991. god. radi kao odvjetnik; najprije u Daruvaru, a nakon početka ratnih zbivanja preseljava sjedište odvjetničkog ureda u Zagreb. 1999. godine prelazi u Sunce osiguranje d.d., na mjesto direktora pravnih poslova. 
2003. godine vraća se u Državno odvjetništvo Republike Hrvatske: u kolovozu te godine imenovan je za zamjenika Županijskog državnog odvjetnika u Zagrebu, ali je odmah potom raspoređen na poslove zamjenika Ravnatelja Ureda za suzbijanje korupcije i organiziranog kriminaliteta. Od veljače 2004. godine dobio je stalno imenovanje na mjesto zamjenika ravnatelja USKOK-a.
U listopadu 2005. godine imenovan je zamjenikom Glavnog državnog odvjetnika Republike Hrvatske, a 2. studenog 2005. godine vršiteljem dužnosti Ravnatelja USKOK-a, umjesto Željka Žganjera koji je dao ostavku na tu dužnost u okolnostima loših odnosa s glavnim državnim odvjetnikom RH Mladenom Bajićem. 
Od 2005. do 2014. godine na dužnosti Ravnatelja Ureda za suzbijanje korupcije i organiziranog kriminaliteta (USKOK), gdje koordinira kazneni progon u mnogim značajnim kaznenim procesima. 
Krajem veljače 2014. god. spominje ga se kao posve izglednog kandidata za novog Glavnog državnog odvjetnika Republike Hrvatske., na koju je funkciju i imenovan odlukom Hrvatskog sabora od 7. ožujka 2014. godine.
24. travnja 2018. godine je predao dužnost novom Glavnom državnom odvjetniku RH Draženu Jeleniću, svojem dotadašnjem zamjeniku; iza toga Dinko Cvitan nastavlja raditi u DORH-u kao zamjenik Glavnog državnog odvjetnika.

## Poveznice
- Državno odvjetništvo Republike Hrvatske

## Vanjske poveznice
- Internetska stranica Državnoga odvjetništva RH
- Životopis Dinka Cvitana, kod DORH-a
- "NOVI ŠEF USKOK-A: Cvitan najavio ispravak Žganjerovih pogrešaka" Berislav Jelinić za "Nacional", 11. srpnja 2005.  Arhivirana inačica izvorne stranice od 5. ožujka 2014. (Wayback Machine)
- Disciplinska odgovornost Dinka Cvitana za neistinito izviješće DORH-a od 28. lipnja 2016.

- 9. požurnica rješavanja disciplinske prijave slanja neistinitog izviješća Dinka Cvitana